# Jacobus II van Majorca
Jacobus II, Catalaans: Jaume (Montpellier, 1243 - op Majorca, 1311) was koning van Majorca en heer van Montpellier van 1243 tot aan zijn dood. Hij was de tweede zoon van Jacobus I van Aragón en Jolanda van Hongarije. In 1279 volgens het verdrag van Perpignan werd hij een vazal van het koninkrijk Aragón.

## Politiek
Jacobus erfde van zijn vader een uitgebreid rijk waaronder de drie eilanden van de Balearen, de graafschappen Roussillon en Cerdanya, de heerlijkheid Montpellier, de baronie Aumelàs en het markgraafschap Carladès. Het vierde Baleareneiland Minorca bleef gedurende heel zijn leven onder moslimcontrole al had hij er nominale suzereiniteit over. Zijn status van vazal van Aragón, dat toen een ander onderdeel was van de Kroon van Aragón onder controle van zijn broer Peter III, zorgde onherroepelijk voor problemen met zijn status als koning van Majorca omdat hij enkel voor dat deel leenplicht aan zijn broer verschuldigd was.
In de Aragonese Kruistocht, koos Jacobus de kant van paus Martinus IV en koning Filips III van Frankrijk (de weduwnaar van zijn zuster Isabella). Hij werd echter verslagen in de slag bij Les Formigues in 1285. Zijn neef Alfons III van Aragón annexeerde de Balearen in de loop van deze oorlog maar zag zichzelf verplicht deze terug te geven bij het Verdrag van Anagni in 1295.
Na deze teruggave legde Jacobus zich erop toe op de levensvatbaarheid van zijn koninkrijk op het thuisfront in plaats van elders oorlog te gaan voeren. Hij hervormde de verstedelijking, vestigde een landbouwpolitiek, benadrukte de verdediging en hervormde de economie. Hij implementeerde een politiek waarbij hij landbouwkolonisatie bevorderde door het stichten van landelijk gelegen steden, verhoogde de koninklijke rentes, ondersteunde de oprichting van consulaten in Noord-Afrika en het koninkrijk Granada. Eveneens ontwierp hij een nieuw monetair stelsel voor zijn koninkrijk, bevorderde hij de textielindustrie en verstevigde hij de macht van de kroon over de edelen en de Kerk. Hij gaf het bevel tot het bouwen van verscheiden paleizen en burchten waaronder het paleis te Perpignan, te Almudaina, de kathedraal van Santa María te Palma de Mallorca (nu gekend als La Seu) en als laatste de bouw van het kasteel van Belvver. Het opstarten van de strafrechtelijke procedure tegen de Tempeliers en hun latere vervolging liet hem toe hun bezittingen op de eilanden in beslag te nemen in naam van de kroon.

## Huwelijk en kinderen
Jacobus trouwde in 1275 met Esclaramunda van Foix, een huwelijk dat hij zelf gearrangeerd had en dat hem niet door zijn vader opgelegd was (hoogst uitzonderlijk in die tijd). Zij was een dochter van Roger IV van Foix. Samen hadden ze zes kinderen:
- Jacobus, die fransiscaner monnik werd en afstand deed van zijn opvolgingsrecht
- Sanç, die Jacobus opvolgde als Sancho van Majorca
- Sancha, die huwde met Robert van Napels.
- Filips
- Elisabeth, die huwde met Johan Manuel, hertog van Penafiel.
- Ferdinand, vader van Jacobus die Sancho opvolgde als Jacobus III van Majorca.

- Bibliothèque nationale de France: cb14504763c (data)
- Catàleg d'autoritats de noms i títols de Catalunya: 981058614667806706
- Gemeinsame Normdatei: 12097424X
- International Standard Name Identifier: 0000 0003 7451 7478
- Library of Congress Control Number: n85360654
- Système universitaire de documentation: 167626728
- Virtual International Authority File: 64851111
- WorldCat: E39PBJgcXWmtYYFMDDry4WvmBP